# Бурдино (Липецкая область)
Бу́рдино — село Тербунского Второго сельского поселения Тербунского района Липецкой области.
Основано как деревня Бу́рдина не позднее средины XVII века крестьянами-однодворцами. Позже по указу Екатерины сюда сселили смоленских крестьян; они получили в Тербунах и соседнем Бурдине земли, как оказалось дальние и неудобные. Позже часть смоленцев была вынуждена отселиться из Бурдина и образовать деревню Голопузовку (ныне Хутор-Берёзовка).
В 1790 году в Бурдино была построена церковь Вознесения Господня (ныне ). При ней 15 октября 1865 года была открыта первая церковно-приходская школа и вначале действовала как двухклассная. Здесь существовал Преображенский мужской пещерный монастырь монастырь, а потом женский. Мужской монастырь выведен за штат при императрице Елизавете Петровне. Ныне на месте мужского Спасо-Преображенского монастыря — карьер, ныне ООПТ, геологический памятник, занесённый в учебники по геологии.
До 28 мая 2008 года Бурдино было центром Бурдинского сельского поселения (быв. сельсовета), которое вошло в состав Тербунского Второго сельпоселения.

## Население
| 2009 | 2010 |
| ---- | ---- |
| 673  | ↘645 |

## Известные уроженцы
В Бурдино родился митрополит Одесский Агафангел (Саввин) (Украинская православная церковь Московского патриархата).